# The Encyclopaedia of Chess Openings
A Enciclopédia de Aberturas do Xadrez português brasileiro (Encyclopaedia of Chess Openings - ECO inglês) é uma coleção de livros e um banco de dados que descreve todas as aberturas de xadrez conhecidas; obtidos nas milhares de partidas entre mestres e de análises publicadas na revista Chess Informant desde 1966, por fim, compiladas por notáveis especialistas em enxadrismo.

## Representação
As aberturas são normalmente apresentadas por meio da ECO Table, uma tabela que descreve de forma resumida as melhores linhas e variantes de cada abertura.
No lugar dos tradicionais nomes de aberturas, que podem variar entre os países, a ECO utiliza um sistema padrão de codificação internacional, usado por diversas publicações. A enciclopédia é divida em 5 volumes de A a E, onde cada um detalha um grupo específico de abertura a partir de um movimento inicial.

## Volumes

### Volume A
- A00 a A03: Movimentos não usuais das peças brancas
- A04 a A09: Abertura Réti
- A10 a A39: Abertura inglesa
- A40 a A55: Miscelâneas com o peão da dama
- A56 a A79: Defesa Benoni
- A80 a A99: Defesa Holandesa

### Volume B
- B00 a B01: Miscelâneas de réplicas para e4
- B02 a B05: Defesa Alekhine
- B06 a B09: O grupo Ufimtsev/pirc/moderno
- B10 a B19: Defesa Caro-Kann
- B20 a B99: Defesa Siciliana

### Volume C
- C00 a C19: Defesa francesa
- C20 a C29: Aberturas Românticas
- C30 a C39: Gambito do Rei
- C40 a C59: Aberturas Românticas (Continuação)
- C51 a C52: Gambito Evans
- C60 a C99: Abertura Ruy López

### Volume D
- D00 a D09: Abertura do Peão da Dama
- D10 a D19: Defesa Eslava
- D20 a D29: Gambito da Dama Aceito
- D30 a D69: Gambito da Dama Recusado
- D70 a D79: Defesa Grunfeld e Defesa Neo-Grunfeld

### Volume E
- E00 a E09: Abertura Catalã
- E12 a E19: Defesa Índia da Dama
- E20 a E59: Defesa Nimzoíndia
- E60 a E99: Defesa Índia do Rei